# سوپر جام فوتبال اسرائیل
 سوپر جام فوتبال اسرائیل  (به عبری: אלוף האלופים) مسابقاتی است که سالانه مابین قهرمان لیگ برتر فوتبال اسرائیل و قهرمان جام حذفی فوتبال اسرائیل برگزار می‌شود.
مکابی تل‌آویو، هاپوئل تل‌آویو و مکابی نتانیا با ۵ قهرمانی پرافتخارترین تیم این سری مسابقات به حساب می‌آید.
این دیدار از سال ۱۹۵۷ تا ۱۹۹۰ میلادی انجام میشده.

## باشگاه‌ها بر پایه قهرمانی
| باشگاه                   | قهرمانی |
| مکابی تل‌آویو             | ۸       |
| هاپوئل تل‌آویو            | ۵       |
| مکابی نتانیا             | ۵       |
| مکابی حیفا               | ۵       |
| هاپوئل بئرشبع            | ۴       |
| بیتار اورشلیم            | ۲       |
| بنی یهودا تل آویو        | ۱       |
| هاپوئل کفار سابا         | ۱       |
| هاپوئل حیفا              | ۱       |
| هاکواه آمیدار رمت گن     | ۱       |
| هاپوئل پتخ تیکوا         | ۱       |
| هاپوئل لد                | ۱       |
| هاپوئل ایرونی کریات‌شمونا | ۱       |